# Pirolraupenfänger
Die Pirolraupenfänger (Lobotos oriolinus, Synonym: Campephaga oriolina), früher als Östlicher Lappenraupenfresser bezeichnet, ist eine wenig erforschte Singvogelart aus der Familie der Raupenfänger (Campephagidae).

## Merkmale
Der Pirolraupenfänger erreicht eine Körperlänge von 19 cm. Beim Männchen sind der Kopf, der Nacken, die Kehle und die Oberbrust blauschwarz. Es ist durch große orangefarbene Kehllappen charakterisiert. Der Obermantel ist leuchtend gelb. Untermantel, Rücken, Schulterfedern und Oberflügeldecken sind gelblich-grün. Der Bürzel und die Oberschwanzdecken sind gelblicher grün. Die Alula und die Schwungfedern sind schwarz. Die Handschwingen haben weiße Säume, die Armschwingen gelbe Säume. Die Außenfahnen der Schirmfedern sind gelblich-grün. Der schwarze Schwanz hat ein grünes Zentrum und gelbe Ecke. Der Bereich von der Unterbrust bis zu den Unterschwanzdecken ist hell safrangelb. Die Iris ist dunkelbraun, der Schnabel und die Beine sind schwarz. Das Weibchen ist stumpfer, hat einen grünen Kopf, keine safranfarbene Unterseite und kleinere Kehllappen. Das juvenile Männchen ähnelt dem adulten Weibchen, hat aber eine stumpfgelbe Stirnbinde, eine stumpfgrüne Stirn bis zur Vorderseite, bläulich-grüne Oberschwanzdecken und Ohrdecken, schwärzliche Zügel, einen undeutlichen hellen Augenring, ein bräunliches Kinn und eine grünlich-graue Kehle. Die Halsseiten und die Unterkehle sind bläulich-grün. Eine blasse dunkle Bänderung ist auf der Unterseite und auf der Oberseite, einschließlich der Schulterfedern und Oberflügeldecken. Die Ober- und Unterschwanzdecken haben weiße Spitzen. Die Schwanzfedern sind stärker gespitzt. Die immaturen Weibchen sind unbeschrieben, die immaturen Vögel sind nicht genau beschrieben.

## Verbreitung
Der Pirolraupenfänger kommt in Ikpan im Südosten Nigerias, im südlichen Kamerun und den Südwesten der Zentralafrikanischen Republik, im Norden der Republik Kongo und in Gabun sowie im Osten der Demokratischen Republik Kongo vor.

## Lebensraum
Der Pirolraupenfänger bewohnt Primär-, Sekundär- und Übergangswälder in niedrigen Höhenlagen. In Gabun wurde er auch am Rand von abgeholzten Wäldern beobachtet. Die meisten westafrikanischen Nachweise stammen aus der Nähe von Flüssen, von Meereshöhe bis 700 m. Im Osten der Demokratischen Republik Kongo ist er in Höhenlagen von 850 bis 1300 m anzutreffen.

## Lebensweise
Der Pirolraupenfänger ernährt sich von kleinen Raupen, Grashüpfern und anderen Insekten. Er hält sich häufig in den Baumkronen älterer Bäume auf und folgt oft gemischten Schwärmen von anderen insektenfressenden Vögeln. Von einer Sitzwarte aus erbeutet er Insekten unter den Blättern.
Die Stimme ist überwiegend leise und unauffällig. Im Flug sind zit oder tsik-Laute zu hören.
Die Brutzeiten sind von Dezember bis Januar, von April bis Juni und im August in der Demokratischen Republik Kongo. Weitere Informationen zum Fortpflanzungsverhalten sind nicht dokumentiert.

## Gefährdung und Schutz
Die IUCN klassifiziert den Pirolraupenfänger in die Kategorie „ungenügende Datengrundlage“ (data deficient). Die Gesamtpopulation wurde nicht ermittelt, Barry Taylor beschrieb die Art jedoch als selten bis sehr selten im Handbook of the Birds of the World.
Derzeit wird eine stabile Population vermutet, da es keine Hinweise auf einen Rückgang oder eine erhebliche Bedrohung gibt. Prognosen in westafrikanischen Schutzgebieten deuten darauf hin, dass diese Art in Zukunft vom Klimawandel betroffen sein könnte, aber derzeit reichen die verfügbaren Informationen nicht aus, um eine solide Bewertung des Aussterberisikos dieser Art vorzunehmen.
Es gibt nur sehr wenige dokumentierte Sichtungen dieser unauffälligen Art. Die Gründe für die Seltenheit sind unklar; es wird davon ausgegangen, dass der Pirolraupenfänger nicht unmittelbar durch den Verlust seines Lebensraums bedroht ist, da er häufig Sekundärwälder bevorzugt. Es besteht dringender Klärungsbedarf hinsichtlich seines Vorkommens, seiner Verbreitung und seiner Bedrohung.